# دعم الخدمة القتالية
يُستخدم مصطلح دعم الخدمات القتالية (بالإنجليزية: Combat service support)‏ من قبل العديد من المنظمات العسكرية حول العالم لوصف الكيانات التي تقدم خدمات دعم مباشرة وغير مباشرة للمجموعات التي تشارك (أو يُحتمل أن تشارك) في القتال.

## المملكة المتحدة

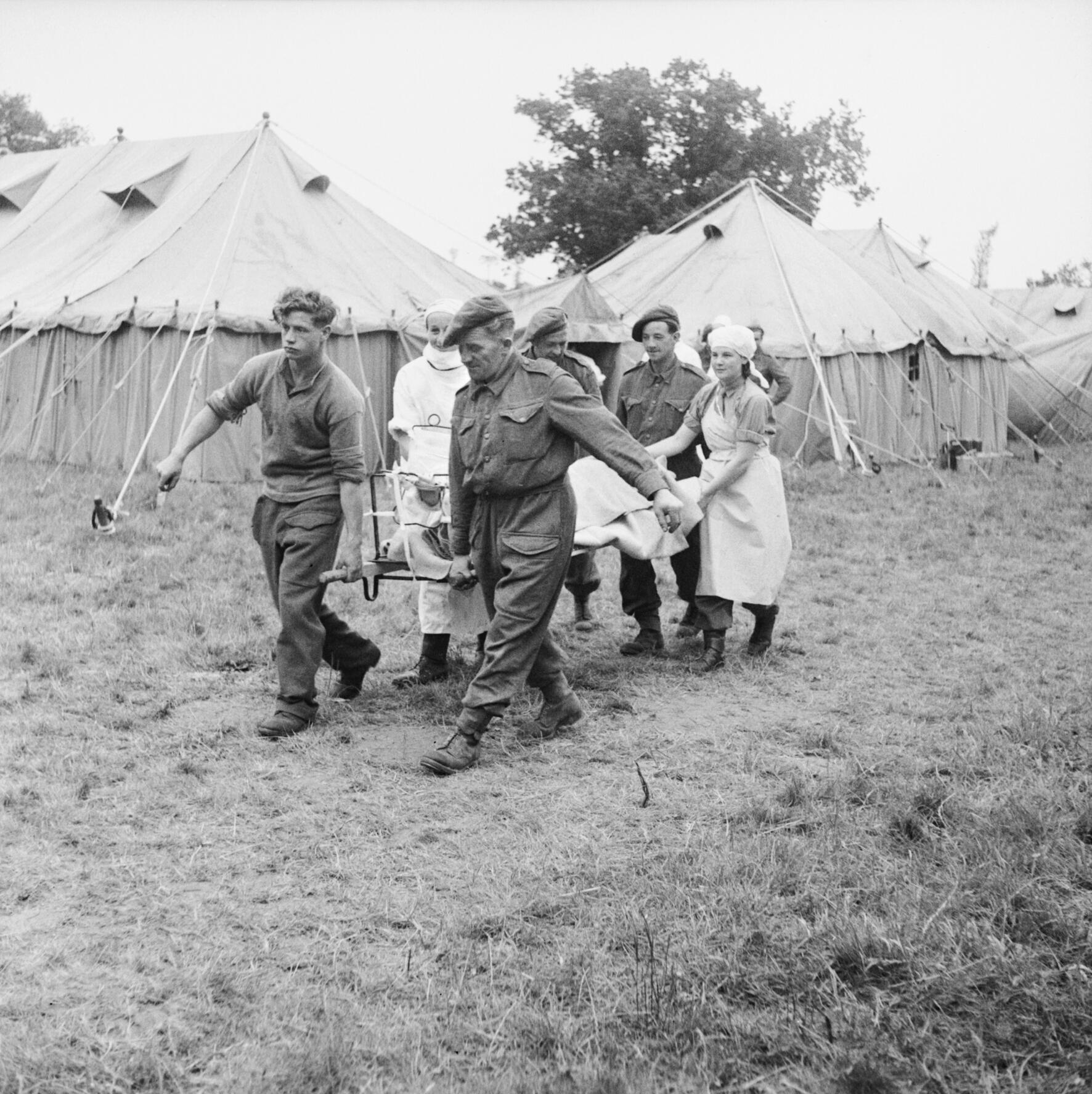
عملية أوفرلورد: أفراد من فيلق الخدمات الطبية للجيش البريطاني (Royal Army Medical Corps) ينقلون جريحًا من خيمة عمليات في 20 يونيو 1944.

وصف وزير الدفاع السابق فيليب هاموند القوات المسلحة البريطانية بأنها تمتلك "أسنانًا"، وهي الوحدات المدربة والمجهزة للقتال الفعلي، والتي لا يمكنها العمل بدون "ذيل" قادر ومبتكر، أي الوحدات التي تقدم مساعدات مثل القدرات اللوجستية والنقل. تشمل المجموعات المحددة المشاركة في القوات المسلحة البريطانية فيلق الخدمات الطبية للجيش البريطاني (Royal Army Medical Corps) وفيلق اللوجستيات الملكي (Royal Logistic Corps).

## الولايات المتحدة
في الولايات المتحدة، تم استبدال مصطلح "دعم الخدمات القتالية" بمصطلح "الإدامة" (Sustainment). ولكن المهمة تظل كما هي؛ وهي إدارة سلسلة التوريد اللوجستية وتوفير جميع المواد، والصيانة، والنقل، والخدمات الصحية، وخدمات الأفراد، والخدمات الأخرى المطلوبة من الوحدات القتالية لتمكينها من إنجاز مهامها في القتال. يحقق الجيش الأمريكي هذه المهمة من خلال استخدام ألوية الإدامة على مستوى الفرقة والمستويات الأعلى. تشمل فروع دعم الخدمات القتالية التقليدية في الجيش الأمريكي فيلق التزويد (Acquisition Corps)، وفيلق المساعد العام (Adjutant General's Corps)، وفيلق المالية (Finance Corps)، وفيلق اللوجستيات (Logistics Corps)، وفيلق الذخيرة (Ordnance Corps)، وفيلق الإمداد (Quartermaster Corps)، وفيلق النقل (Transportation Corps). انظر أيضًا ألوية الإدامة في الجيش الأمريكي.

## أستراليا
داخل الجيش الأسترالي، يتم تقديم دعم الخدمات القتالية للعناصر القتالية على مستويات مختلفة: الخط الأول (جزء من الكتيبة أو الفوج)، والخط الثاني (على مستوى اللواء)، والخط الثالث (على مستوى التشكيل أو أعلى). على سبيل المثال، تحتوي وحدة مشاة مثل الكتيبة الخامسة، فوج المشاة الأسترالي الملكي (5th Battalion, Royal Australian Regiment) على شركة لوجستية تقوم بوظائف الإمداد والنقل والصيانة، بينما يتم دعم لواء قتالي مثل اللواء السابع من قبل كتيبة دعم خدمات قتالية مثل كتيبة دعم الخدمات القتالية السابعة. على مستوى التشكيل، يتم توفير الدعم الصحي، والاتصالات، والتغذية، والنقل، ومتطلبات الخدمات الأخرى من خلال لواء دعم خدمات قتالية – لواء الإدامة السابع عشر.